# الغاز الطبيعي في قطاع غزة
تم العثور على احتياطيات من الغاز الطبيعي قبالة سواحل قطاع غزة في عام 2000، في إطار الترخيص لشركة بريتش غاز ‏ من قبل السلطة الوطنية الفلسطينية. حقل غزة مارين المكتشف للغاز، على الرغم من متوسط حجمه، كان يعتبر في ذلك الوقت أحد الدوافع الممكنة لتعزيز الاقتصاد الفلسطيني وتعزيز التعاون الإقليمي.
مع سيطرة حركة حماس على قطاع غزة في عام 2007، تضاءلت فرص تطوير حقل الغاز - بسبب المواجهة مع إدارة رام الله ورفض إسرائيل التعامل مع حماس. تضاءلت الفرص أكثر مع اكتشاف حقول الغاز الرئيسية في المياه الاقتصادية الإسرائيلية في عامي 2009 و 2010، مما جعل إسرائيل زبونا غير محتمل للغاز الفلسطيني. اعتبارًا من أوائل عام 2015، كان الغاز الطبيعي في غزة لا يزال مغمورًا بالمياه ونفس الشيء بالنسبة لجميع غاز بلاد الشام تقريبًا. في عام 2018، قررت شركة شل، التي استحوذت على شركة بريتش غاز في وقت سابق، التنازل عن حصتها البالغة 60٪ في غزة مارين، وتحويلها إلى شركات فلسطينية مملوكة للدولة.

## تاريخ

### الترخيص
وقع الفلسطينيون مذكرة نوايا في 8 نوفمبر 1999 مع شركة بريتش غاز وشركة مرتبطة بالسلطة الفلسطينية، شركة اتحاد المقاولين، تمنحهم حقوق استكشاف المنطقة. تم حساب احتياطي الغاز الطبيعي المكتشف بحوالي 35 مليار متر مكعب، وهو أكبر من حقل الغاز البحري الإسرائيلي يام تيثيس. تم العثور عليها في حقلي غاز صغيرين يطلق عليهما اسم غزة مارين 1 وغزة مارين 2.
في عام 1999، وضع رئيس الوزراء الإسرائيلي إيهود باراك جانباً استكشاف موارد غزة البحرية من أجل دولة فلسطينية مستقبلية، دون تشاور مسبق مع إسرائيل. وفقًا لميخائيل شوارتز، نشر باراك البحرية الإسرائيلية في المياه الساحلية لغزة لعرقلة تنفيذ شروط العقد المتواضع بين السلطة الفلسطينية وبريتيش غاز لتطوير موارد الغاز في غزة على البحر المتوسط. طالبت إسرائيل بنقل غاز غزة إلى المنشآت الموجودة على أراضيها، وبسعر أقل من مستوى السوق السائد وأن تسيطر إسرائيل أيضًا على جميع الإيرادات (المتواضعة نسبيًا) المخصصة للفلسطينيين - لمنع استخدام الأموال "لتمويل المقاومة". من وجهة نظر شوارتز، مع هذا الإجراء الإسرائيلي، فقد حُكم على اتفاقيات أوسلو رسميًا بالفشل، لأنه من خلال إعلان السيطرة الفلسطينية على عائدات الغاز، ألزمت الحكومة الإسرائيلية نفسها بعدم قبول حتى أقل أشكال الاستقلال الذاتي للميزانية الفلسطينية، ناهيك عن السيادة الكاملة. من وجهة نظر شوارتز، بما أنه لن توافق أي حكومة أو منظمة فلسطينية على ذلك، فقد تم ضمان مستقبل مليء بالصراع المسلح.
أدى الفيتو الإسرائيلي إلى تدخل رئيس الوزراء البريطاني توني بلير، الذي سعى للتوسط في اتفاق يرضي كل من الحكومة الإسرائيلية والسلطة الفلسطينية. وكانت النتيجة اقتراح عام 2007 كان من شأنه أن يسلم الغاز إلى إسرائيل، وليس مصر، بأسعار تقل عن أسعار السوق، مع نفس التخفيض بنسبة 10٪ من العائدات التي تصل في النهاية إلى السلطة الفلسطينية. ومع ذلك، تم تسليم هذه الأموال أولاً إلى بنك الاحتياطي الفيدرالي في نيويورك لتوزيعها في المستقبل، لضمان عدم استخدامها لشن هجمات على إسرائيل.

### تحت إدارة حماس
أشار الإسرائيليون إلى فوز حركة حماس في الانتخابات الفلسطينية عام 2006 بأنه كسر للصفقة. على الرغم من أن حماس وافقت على السماح لمجلس الاحتياطي الفيدرالي بالإشراف على جميع النفقات، إلا أن الحكومة الإسرائيلية، بقيادة إيهود أولمرت، أصرت على عدم "دفع إتاوات للفلسطينيين". وبدلاً من ذلك، سيقدم الإسرائيليون ما يعادل هذه الأموال "في صورة سلع وخدمات".
رفضت حكومة الوحدة الفلسطينية بقيادة حماس العرض، وبعد فترة وجيزة، فرض أولمرت حصارًا على غزة، والذي وصفه وزير الدفاع الإسرائيلي بأنه شكل من "الحرب الاقتصادية" التي من شأنها أن تولد أزمة سياسية، مما يؤدي إلى انتفاضة شعبية ضد حماس. وبالتعاون المصري، سيطرت إسرائيل بعد ذلك على التجارة داخل وخارج غزة، وقيدت حتى واردات الغذاء وألغت صناعة صيد الأسماك فيها. لخص مستشار أولمرت دوف ويسغلاس هذه السياسة بالقول إن الحكومة الإسرائيلية تضع الفلسطينيين "في نظام غذائي". وبحسب الصليب الأحمر، أدى هذا الحصار إلى "سوء تغذية مزمن"، خاصة بين أطفال غزة.
كما أوضح موشيه يعلون، فإن "حماس ... أكدت قدرتها على قصف منشآت الغاز والكهرباء الاستراتيجية لإسرائيل. . . من الواضح أنه بدون عملية عسكرية شاملة لاقتلاع سيطرة حماس على غزة، لا يمكن القيام بأي أعمال حفر دون موافقة الحركة الإسلامية".

### خلال الربيع العربي وما بعده
خلال سنتي 2010 و2011، واجهت حكومة رئيس الوزراء الإسرائيلي بنيامين نتنياهو أزمة طاقة عندما توقفت أحداث الربيع العربي في مصر ثم أوقفت 40٪ من إمدادات الغاز الإسرائيلية. ساهم ارتفاع أسعار الطاقة في حدوث بعض أكبر الاحتجاجات التي شارك فيها يهود إسرائيليون منذ عقود.
تم وضع نظام القبة الحديدية، الذي تم تطويره جزئيًا لإيقاف صواريخ حزب الله التي تستهدف حقول الغاز في شمال إسرائيل، بالقرب من الحدود مع غزة وتم اختباره خلال اشتباكات 2012، وهي المحاولة العسكرية الإسرائيلية الرابعة لإضعاف حماس والقضاء على أي "قدرة فلسطينية" لقصف منشآت الغاز والكهرباء الاستراتيجية لإسرائيل".
وتعثرت الجولة التالية من المفاوضات بسبب الرفض الفلسطيني لمطلب إسرائيل بالسيطرة على كل الوقود والعائدات المخصصة لغزة والضفة الغربية. ثم اتبعت حكومة الوحدة الفلسطينية الجديدة خطى اللبنانيين والسوريين والقبارصة الأتراك، وفي أواخر عام 2013 وقعت "امتياز استكشاف" مع شركة غازبروم الروسية الكبيرة للغاز الطبيعي. كما هو الحال مع لبنان وسوريا، كانت البحرية الروسية رادعًا محتملاً لـ "التدخل" الإسرائيلي.
اعتبارًا من أوائل عام 2015، كان الغاز الطبيعي في غزة لا يزال مغمورًا بالمياه ونفس الشيء بالنسبة لجميع غاز بلاد الشام تقريبًا.

### خروج بريتش غاز
في عام 2015، استأنفت الحكومة الفلسطينية المفاوضات بشأن الاتفاقية مع بريتش غاز وألغت الحقوق الحصرية التي منحتها للشركة. كما رفعت حصة صندوق الاستثمارات العامة من 10٪ بموجب الاتفاقية القديمة إلى 17.5٪. بعد ذلك، استحوذت شركة شل على ريتش غاز في 8 أبريل 2016.
اعتبارًا من عام 2017، كانت تراخيص حقل غزة البحري مملوكة لصندوق الاستثمارات العامة بنسبة 17.5٪ من حقوق تطوير الحقل، وتمتلك شركة اتحاد المقاولين 27.5٪ من هذه الحقوق وشركة شل 55٪. وحقوق التطوير واستخراج الغاز تعود للفلسطينيين وحدهم. في عام 2018، قررت شركة شل، التي استحوذت على شركة بريتش غاز في وقت سابق، التنازل عن حصتها البالغة 60٪ في غزة مارين، وتحويلها إلى شركات فلسطينية مملوكة للدولة.